# 塔布加

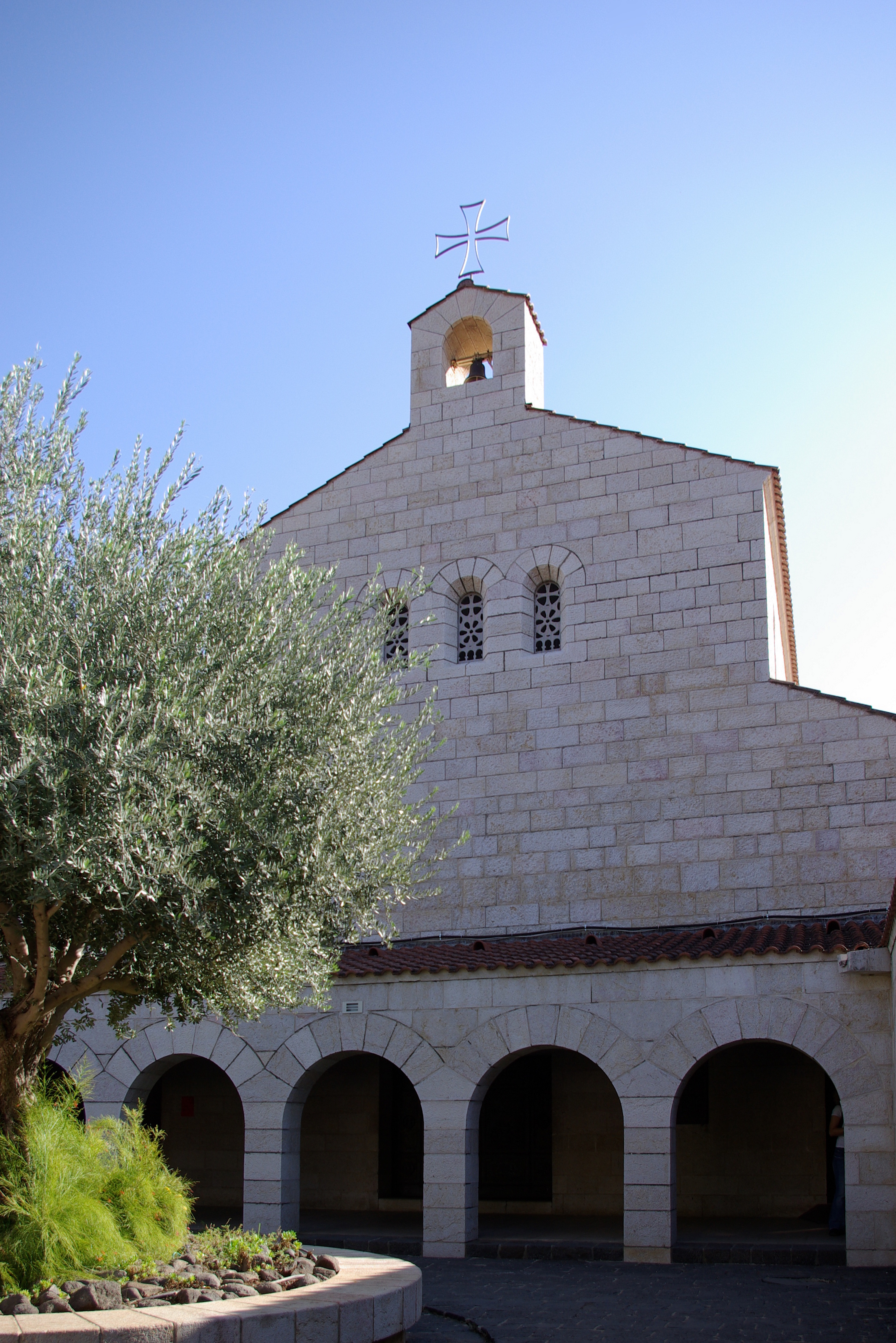
五饼二鱼堂

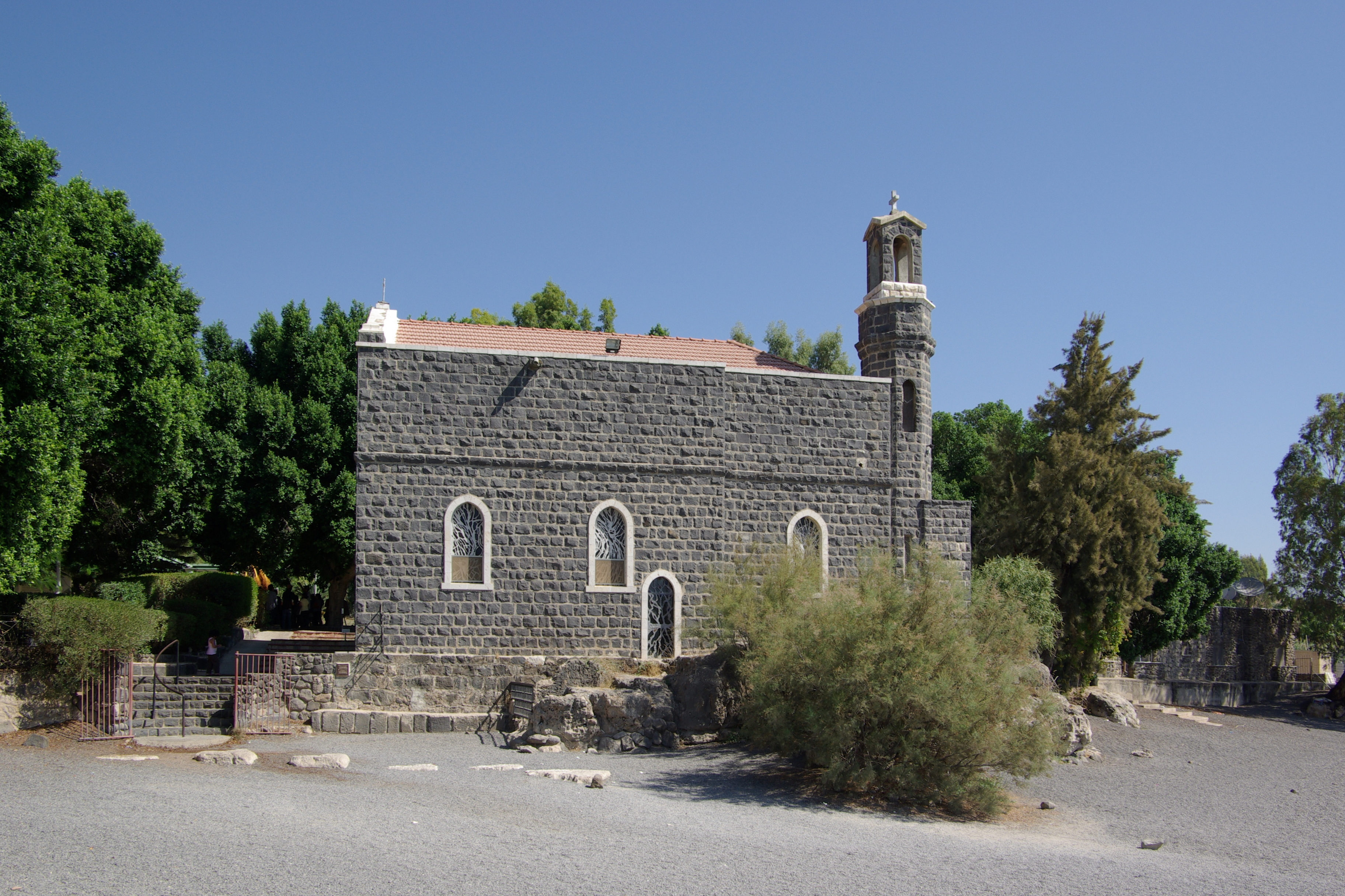
首牧伯多禄堂

塔布加（al-Tabigha, Ein Sheva 意为“七泉”；Tabgha）位于以色列加利利湖西北岸。传统认为五饼二鱼的神迹（Mark 6:30–46）和耶稣复活后第四次显现（John 21:1–24）均发生于此。 
该处原为一个巴勒斯坦阿拉伯村庄。1945年人口330人，包括310名穆斯林和20名基督徒。1948年第一次中东战争期间，塔布加受到袭击，阿拉伯居民遭驱逐，房屋被拆毁。
该地有两座著名教堂：五饼二鱼堂和首牧伯多禄堂。 

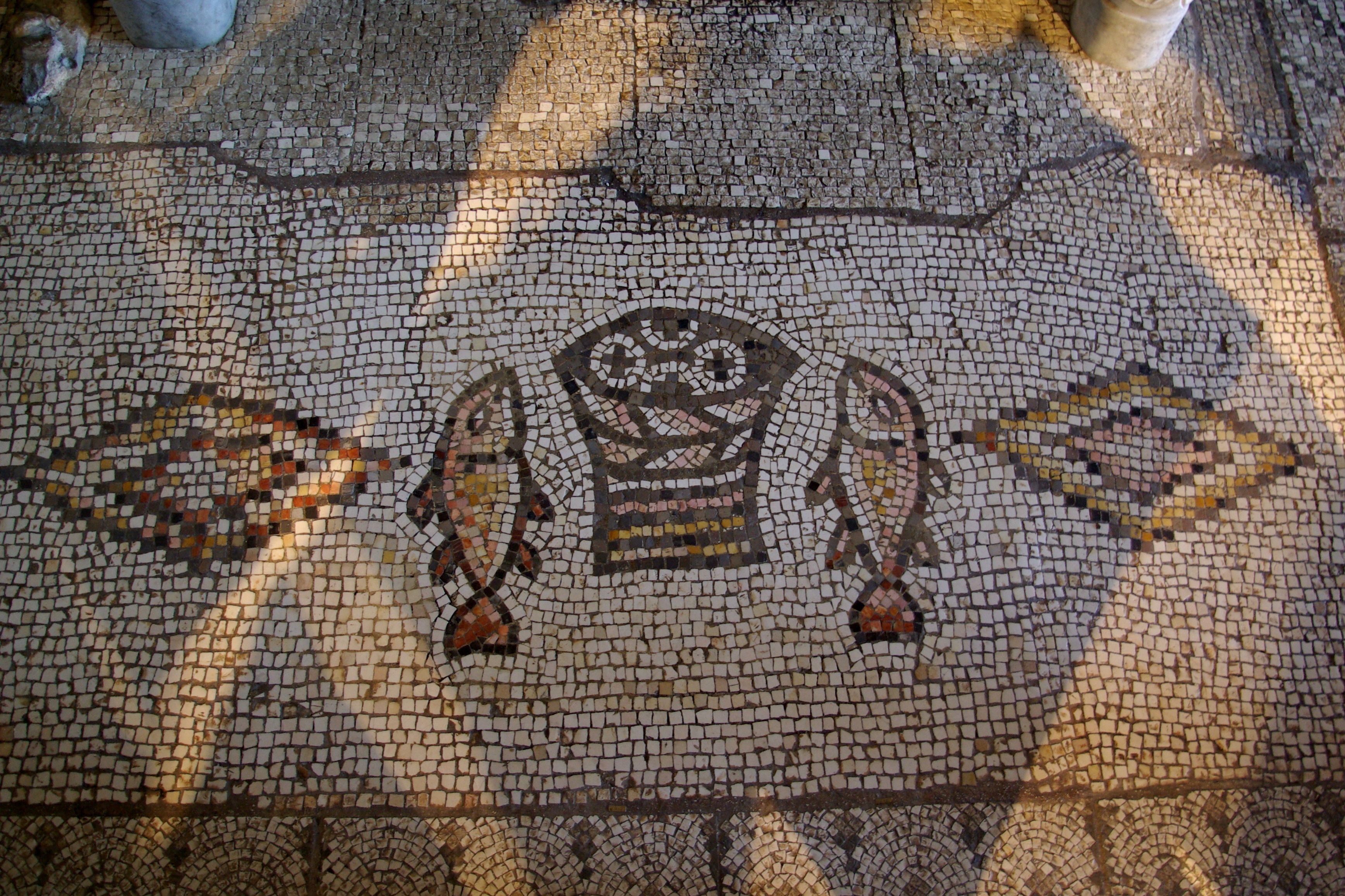
教堂地板上饼和鱼的图案